# Emil André
Emil André (* 1. März 1790 in Schnepfenthal; † 26. Februar 1869 in Kisbér) war ein deutscher Forstmann.

## Leben
Emil André wurde als Sohn des Pädagogen und Landwirts Christian Karl André und als älterer Bruder des Landwirts Rudolf André geboren. Nachdem er Forstwissenschaften studiert hatte, wirkte er seit 1807 als Förster im Fürstentum Salm. Danach trat er 1809 in das österreichische Heer ein, kämpfte als Soldat gegen Frankreich und wurde zum Offizier befördert. Als die kriegerische Auseinandersetzung im nächsten Jahr beendet wurde, kehrte er als Förster nach Salm zurück. Von 1812 bis 1819 war er auch Forstbeamter des Fürsten Dietrichstein. Dann wurde er Oberförster in Blansko. 1823 schließlich wurde er Generalinspektor für die Güter des Fürsten Auersperg in Böhmen, Mähren, Österreich, Krain und Istrien.
Das Generalinspektoramt hielt er bis 1825 inne, dann begann er, in Prag die Zeitschrift Ökonomische Neuigkeiten herauszugeben. Auch wurde er dort Forstinspektor, widmete sich mit Schätzungen und Forsteinrichtungen. 1830/1831 verwaltete er die Güter Schichowitz und Rumerskirchen. Im Jahre 1832 pachtete er einige Maierhöfe und kaufte 1836 in Prag ein Gut, auf dem er sich der Landwirtschaft, besonders der Schafzucht, und seinen Studien widmete. Seit 1838 verwaltete er die Güter der Fürsten Odescalchi, Szolcsan und Barthyanj. Dort züchtete er Edelschafe und gründete Runkelrübenzuckerfabriken. 1846/1847 war er Redakteur der Neuen Ökonomischen Zeitschrift in Wien.
Emil André verfasste einige Werke zur Forstwirtschaft, die ihn bekannt machten. Ebenfalls bekannt wurde er, weil er die Ökonomischen Neuigkeiten herausgab. In seinen Schriften skizzierte er eine neuartige Forstwirtschaftsmethode, die in Böhmen und Mähren verwendet wurde.
André war einer der ersten, der in der deutschen Sprache den Begriff Nachhaltigkeit im Sinne eines langfristig angelegten verantwortungsbewussten Umgangs mit einer Ressource verwendete, und zwar im Titel seines 1832 in Prag erschienenen Buches Einfachste den höchsten Ertrag und die Nachhaltigkeit ganz sicher stellende Forstwirthschafts-Methode.
Später trat André in den Ruhestand, den er in Kisbér verlebte. Am 26. Februar 1869 starb er dort 78-jährig. Er hinterließ einen gleichnamigen Sohn, der in Mähren als Beamter für Kameralistik wirkte, ebenfalls Schafzucht betrieb und Züchtung des Edelschafes mit hochedler Wolle (Prag 1840) schrieb.

## Schriften
- Emil André: Einfachste den höchsten Ertrag und die Nachhaltigkeit ganz sicher stellende Forstwirthschafts-Methode. [M]ittelst einer auf Abschätzung, Schlageintheilung und Bewirthschaftungs-Plan gegründeten und allgemein faßlichen Forstbetriebs-Regulirung. Borrosch und André, Prag 1832 (eingeschränkte Vorschau in der Google-Buchsuche [abgerufen am 29. August 2019]).
- Die vorzüglichsten Mittel, den Wäldern einen höheren Ertrag abzugewinnen, Prag 1826.
- Versuch einer zeitgemäßen Forstorganisation, Prag 1824 (2. Auflage 1830).
- Kubiktabellen, Wien 1845.